# Linjeskib
Et linjeskib er en krigsskibstype bygget fra 1600-tallet og frem til midten af 1800-tallet. Linjeskibe havde to eller flere dæk hvorpå der var anbragt kanoner og de var udstyret med 50 til 130 kanoner. Linjeskibe blev udviklet til brug i en søkrigtaktik, hvor kanoner spillede en hovedrolle, i modsætning til tidligere tiders melé-pelé-taktik. De fjendtlige flåder sejlede på linje overfor hinanden på parallel kurs og beskød hinanden med deres kanoner.
I starten af 1700-tallet blev 50-kanoner skibe betragtet som egnede til at indgå i linjen, men efterhånden blev de anset for for små og kravet til antallet af kanoner om bord på et linjeskib voksede til 64 eller 74 kanoner omkring udbruddet af den spanske arvefølgekrig.
Med indførelsen af dampkraften om bord på krigsskibe fra 1840'erne blev linjeskibene stort set på en gang teknisk forældede. De var sejlskibe og afhængige af vind. Et eksempel på et linjeskibs sårbarhed ved vindstille er det danske linjeskib Christian den Ottendes skæbne under Treårskrigen.
I 1864 blev linjeskibet Dannebroge (bygget 1850 på Holmen) ombygget til en panseret fregat, udstyret med dampmaskine. Linjeskibenes tid var endelig forbi.